# Friedens, Pennsylvania
Friedens, Pennsylvania (енгл. Friedens) насељено је место без административног статуса у америчкој савезној држави Пенсилванија.

## Демографија
По попису из 2010. године број становника је 1.523, што је 150 (-9,0%) становника мање него 2000. године.
| Група             | 2000.         | 2010.         |
| Белци             | 1.661 (99,3%) | 1.515 (99,5%) |
| Афроамериканци    | 1 (0,1%)      | 0 (0,0%)      |
| Азијати           | 3 (0,2%)      | 2 (0,1%)      |
| Хиспаноамериканци | 3 (0,2%)      | 2 (0,1%)      |
| Укупно            | 1.673         | 1.523         |